# Milton Hatoum
Milton Hatoum   (Manaus, 19 d'agost de 1952) és un escriptor, traductor i professor brasiler. Hatoum és considerat un dels grans escriptors vius del Brasil.
Hatoum és descendent d'una família libanesa. Va ser professor de literatura a la Universitat Federal d'Amazones (UFAM) i a la Universitat de Califórnia a Berkeley. Amb les seves novel·les ha guanyat tres Premis Jabuti i un Premi Portugal de Literatura. La seva obra ha sigut traduïda a diversos idiomes.
L'autor és conegut per barrejar experiències i records personals amb el context sociocultural de l'Amazònia i de l'Orient Pròxim. També ha criticat el règim militar brasiler.

## Biografia

### Primers anys
Milton Hatoum va néixer a la ciutat de Manaus, en l'estat de l'Amazones. Després de cursar els estudis secundaris a Brasília, Hatoum es va mudar a São Paulo. Tres anys després, va ingressar en la Universitat de São Paulo, per cursar Arquitectura i Urbanisme. En aquella època va patir la repressió de la policia política de la dictadura pels seus vincles amb el sindicat d'estudiants.
El 1978, va començar a impartir classes d'Història de l'Arquitectura en la Universitat de Taubaté. Un any i mig després va rebre una beca d'estudis que el va dur a Portugal i Espanya. També va residir a Barcelona i a París, on va fer un postgrau a la Sorbonne-Nouvelle.

### Carrera com escriptor
Després de concloure els seus estudis superiors, Milton va retornar a Manaus, on va passar a donar classes de llengua i literatura francesa en la Universitat Federal de l'Amazones. En aquella etapa va publicar la primera novel·la, Relato de um Certo Oriente, editada quan tenia 37 anys.
Es va titular doctor en Teoria de la Literatura en la USP el 1998. Onze anys després de la publicació de la primera novel·la, Milton llança Dois Irmãos. Entre l'edició d'un i l'altre, va escriure diversos contes en diaris i revistes brasileres i de l'exterior.
Hatoum va aconseguir el Premi Jabuti amb les dues primeres novel·les, fita que va repetir amb la tercera, Cinzas do Norte. Aquesta va rebre també l'APCA, el Bravo i el Premi Telecom, a Portugal. La ratxa, però, es va trencar amb la quarta, ja que Órfãos do Eldorado va resultar la segona classificada.
El 2009, el brasiler va llançar el llibre de contes A cidade ilhada. Es tracta d'un recull de 14 històries curtes, algunes inèdites i d'altres que ja havien estat publicades en revistes i diaris.
L'últim treball de Milton Hatoum fins ara és la trilogia O Lugar Mais Sombrio. Els dos primers volums (A Noite da Espera i Pontos de Fuga) van ser publicats el 2017 i el 2019, respectivament. L'edició de la tercera i última part estava prevista per al 2023, però s'ha anat ajornant.
Des del primer text, Milton Hatoum ha gaudit d'un gran reconeixement per part de la crítica i també dels lectors nacionals i estrangers. Tant Relato de um Certo Oriente com Órfãos do Eldorado han estat considerats "obres mestres" pels crítics literarirs. Milton va ser batejat per la premsa com el «col·leccionista de premis», epítet que va l'autor va rebutjar dient que ell «no escrivia per a guanyar trofeus».

## Obra publicada

### Novel·les
- Relato de um Certo Oriente, 1989.
- Dois Irmãos, 2000.
- Cinzas do Norte, 2005.
- Órfãos do Eldorado, 2008.
- A Noite da Espera, 2017.
- Pontos de Fuga, 2019.

### Contes
- A cidade ilhada, 2009.

### Traduccions
- Schwob, Marcel. A cruzada das crianças (La croisade des enfants), 1998
- Flaubert, Gustave. Um coração simples (Trois contes), 2004.
- Said, Edward. Representações do intelectual (Representations of the intellectual), 2005.
- Sand, George. Esperidião (Spiridion), 2005

### Adaptacions
Diversos llibres de Hatoum han sigut adaptades al cinema. És el cas de Relato de um Certo Oriente (Marcelo Gomes, 2022), Órfãos do Eldorado (Guilherme Coelho, 2015) i Dois Irmãos. Aquesta última també s'havia estrenat en el teatre i en format de minisèrie per la TV Globo, sota la direcció de Luiz Fernando Carvalho i amb l'actor Cauã Reymond interpretant el paper dels germans bessons protagonistes.

## Reconeixements
A més dels premis que han rebut els seus llibres, Milton Hatoum va ser condecorat l'any 2008 amb l'Orde del Mèrit Cultural, atorgat pel Govern del Brasil.